# علوان حسون علوان العبوسي
اللواء الطيار الركن علوان حسون علوان العبوسي (ولد في 12 ديسمبر 1944 في البصرة، العراق) ضابط كبير متقاعد وكان قائد القوة الجوية العراقية. ولد في البصرة بالعراق ودرس في أكاديمية القوات الجوية العراقية في عام 1963 وتم تكليفه بالطائرة المقاتلة ميج 15 ميكويان جيروفيتش ميج-17 في عام 1965. تخرج مع بكالوريوس علوم الطيران من أكاديمية القوات الجوية المصرية في تشرين الأول / أكتوبر عام 1965. في وقت لاحق حصل على درجة الماجستير في العلوم العسكرية من كلية الاركان العراقية التابعة لجامعة البكر. اشتمل تدريبه العسكري الأجنبي التدريب في مصر والهند وروسيا وفرنسا واليونان. خلال حرب الخليج الأولى شغل منصب قائد جناح طيران في قاعدة الحرية الجوية، وتقلد عدد من المناصب القتالية في ثلاث قواعد جوية هما الحرية في كركوك والوحدة في البصرة وتموز في الحبانية. في وقت متأخر من الحرب أصبح مديرا للتدريب الجوي ثم معاون قائد القوة الجوية للإدارة ثم نائبا لقائد القوة الجوية للتدريب. في أوائل التسعينات أصبح اللواء العبوسي عميد كلية الدفاع الوطني في جامعة البكر الجوية للدراسات السياسية والعسكرية العليا.

## السيرة العسكرية
اللواء الطيار الركن علوان العبوسي شارك تقريبا في جميع الحروب التي خاضتها القوات الجوية العراقية وهي حرب 1967 وحركات الجيش العراقي في الأمن القومي من 1974 إلى 1975 وحرب الخليج الأولى من سبتمبر 1980 إلى أغسطس 1988 وحرب الخليج الثانية من 2 أغسطس 1990 إلى 17 يناير 1991 التي كانت حربا شنتها قوات تحالف من 34 دولة برئاسة الولايات المتحدة ضد العراق ردا على الغزو العراقي للكويت وضم الكويت إليه.

## أعمال أخرى
أصبح محامي بعد دراسته وتخرجه من جامعة بغداد ومؤلف كتاب في تاريخ القوة الجوية العراقية منذ إنشائها في 22 أبريل 1931 حتى 2003 وهي القدرات والأدوار الاستراتيجية لسلاح الجو العراقي للفترة 1931- 2003، وكتاب من جزئين نحن نعانق السماء، مذكرات طيار مقاتل وغيرها العديد من المؤلفات السياسية والعسكرية، بالإضافة إلى مناقشة العديد من اطاريح الدكتوراه والماجستير في جامعة البكر.

## التعليم
- 1965: بكالوريوس في الطيران، أكاديمية القوات الجوية المصرية.
- 1989: ماجستير في العلوم العسكرية (كلية الاركان العراقية).
- 1985: زميل كلية الحرب العليا في الأكاديمية العسكرية المصرية - أكاديمية ناصر للدراسات العسكرية العليا القاهرة.
- 1991 دبلوم عال للدفاع الوطني من جامعة البكر للدراسات العسكرية والاستراتيجية بغداد.
- 2010 درجة الدكتوراه العلوم السياسية - جامعة لاهاي - هولندا.
- 2003 بكلوريوس قانون من الجامعة المستنصرية - بغداد

## المهام
- دورة الطيران الأساسي في مصر قاعدة بلبيس الجوية.
- دورة التصوير الجوي في بغداد.
- دورات مدرب الطيران في بغداد (F I S).
- دورات قادة التشكيلات القتالية الجوية (F L S).
- التدريب المشترك الأرضي للحرب الجوية في (الهند) - J A W S).
- دورة التشكيلات الأرضية للقادة، بغداد.
- دورة كلية الاركان العراقيين.
- أكاديمية الحرب العليا، أكاديمية ناصر العسكرية (القاهرة).
- دورة الدفاع الوطني في جامعة البكر، الدراسات الاستراتيجية والعسكرية العليا.
- العديد من الدورات التطويرية والاختصاصية الأخرى داخل وخارج البلاد «العراق» (روسيا، فرنسا، اليونان، الهند.. الخ).

## معلومات الطيران
- التقييم: قائد الطيار.
- ساعات الطيران حوالي: 3000 ساعة كطيار مقاتل.
- الطائرات المقاتلة: ميكويان جيروفيتش ميج-17 - ميكويان-غوريفيتش ميغ-21 - ميكويان-غوريفيتش ميغ-23 - ميكويان ميج-29 - سوخوي سو-7 - سوخوي سو-17 - داسو ميراج إف1 - جاغوار - توبوليف تو-22 ، توبيلوف B6D ، ميج 15، L - 39، جمهورية، برافو، ياك - 11، سوخوي 25 .

## الجوائز
- ميدالية سلاح الجو العراقي من الدرجة الأولى
- ميدالية اليوبيل الذهبي من الدرجة الأولى للجيش العراقي
- 2 ميدالية وسام الرافدين من الدرجة الثانية
- ميدالية نوط الشجاعة أربع مرات
- ميدالية الجدارة العليا
- وسام حرب أكتوبر 1973
- ميدالية النصر العراقية
- وسام تحركات الجيش العراقي في الأمن القومي
- ميدالية التعاون العراقي
- ميدالية الخدمة المدنية
- ميدالية ثورة 17 يوليو 1968